# Acalolepta subaurata
Acalolepta subaurata es una especie de escarabajo longicornio del género Acalolepta, tribu Monochamini, subfamilia Lamiinae. Fue descrita científicamente por Schwarzer en 1931.
Se distribuye por isla de Borneo. Mide aproximadamente 26-32 milímetros de longitud.